# (4841) Manjiro
(4841) Manjiro (1989 UO3) – planetoida z pasa głównego asteroid okrążająca Słońce w ciągu 3,51 lat w średniej odległości 2,31 j.a. Odkryta 28 października 1989 roku.